# Cars 3: Driven to Win
Cars 3: Driven to Win (с англ. — «Тачки 3: Навстречу Победе») — гоночная видеоигра, основанная на мультфильме «Тачки 3», разработанная Avalanche Software и выпущенная компанией Warner Bros. Interactive Entertainment. Это первая игра Disney, которая не выпущена собственным подразделением Disney Interactive Studios с момента его закрытия в мае 2016 года. Игра была выпущена для Nintendo Switch, PlayStation 3, PlayStation 4, Wii U, Xbox 360 и Xbox One. 13 июня 2017 года игра вышла в Северной Америке и России, в Европе и Австралии — 14 июля, а 20 июля — в Японии.

## Сюжет
Действия игры происходят после событий фильма. Чико Хикс не видит возможности для своего бывшего соперника Молнии Маккуина остаться в лидерах. Так как тот всё пытается доказать обратное, Чико устраивает турнир «Круиз Шаровой Молнии» (англ. Lightning Storm Cruise), где Молния вместе с Крус Рамирес должны победить в ряде гонок и вновь сразиться с Джексоном Штормом в финальной гонке.
После прохождения финальной гонки Шторм обвиняет Молнию в жульничестве и говорит, что он может победить кого угодно и где угодно. В результате его запирают на Безумной Восьмёрке с Мисс Крошкой.

## Геймплей
Игра представляет собой аркадные гонки от третьего лица. В игре присутствует огромное количество трасс, в том числе и некоторые трассы из «Тачек 2». Игроку доступны различные трюки, за выполнение которых накапливается энергия: дрифт, езда на двух колёсах, езда задом наперёд, воздушные трюки. Для их выполнения есть определённые места. Когда шкала энергии накопится и станет жёлтой, игрок может включить турбо, ускоряющее его. В случае заполнения всех четырёх шкал, откроется старт «в домике» (супер-турбо). При нём игрок ускоряется на большее время, чем в обычном турбо, и сбивает противников, попавшихся на пути. По трассам разбросаны голубые канистры: эти канистры также добавляют энергию. Также можно встретить баннеры с канистрами. Чтобы получить энергию от них, нужно врезаться в баннер. По окончании каждого заезда комментатор Чико Хикс говорит несколько слов от себя по итогам гонки и в форме беседы с гостем отзывается об индивидуальных качествах управляемого игроком героя, а затем прощается.
В игре есть локация под названием «Игровая Площадка Томасвиля». На ней игрок может свободно передвигаться по локации, принимать участие в мини-играх (некоторые из которых подразумевают использование мультиплеера) и собирать шляпы для открытия персонажа по имени Мак (автомобильного трейлера, друга Молнии).
В игру можно играть с другими людьми в режиме split-screen до 4 человек (кроме версии для Nintendo Switch; там поддерживается игра лишь до двух игроков) в режиме «Спонсорские гонки». Версии для PlayStation 4 и Xbox One имеют улучшенную графику и частоту кадров (60 FPS вместо 30) в отличие от остальных платформ.

### Выбор персонажа перед заездом
Перед заездом игроку предстаёт выбор персонажа. В игре всего 23 персонажа (из них 2 вида Молнии Маккуина и Мэтра). Великий Мэтр, Мисс Крошка, Чико Хикс, Джексон Шторм открываются при победе на гонках уровня «Мастер». Персонаж Мак становится доступен игроку, если он найдёт все 10 шляп Мака на Игровой площадке Томасвиля. Остальные открываются в начале или при выполнении достижений.
После выбора персонажа открывается модификация машины. Игроку можно выбрать различные виды клаксона, фар (неонового свечения), турбо.
Если игрок выберет «Режим гонки спонсора» (мультиплеерный режим), после готовности всех игроков нужно будет выбрать спонсора, за которого будут ездить участники. После выбора спонсора, в заезде машина перекрасится в расцветку выбранного спонсора.

### Зал славы
Игрок может выполнить задания в зале славы. Выполняя их, он получает очки, которые постепенно идут к Гонкам уровня «Мастер». После прохождения гонки с Джексоном Штормом игрок всё ещё может получать достижения и продолжать игру. Также при выполнении некоторых заданий открывается новый персонаж.

### Игровые режимы
- Гонка: Игроки должны соревноваться, чтобы увидеть, кто быстрее может добраться до финиша. При заезде игрок может нанести вред сопернику посредством толчка сзади.
- Боевой заезд: Гонка, но только с оружием. Несмотря на отсутствие шпионской тематики (как в фильме «Тачки 2») в третьей части, оружие осталось; добавилось и несколько новых видов вооружения.
- Гонка на вылет: Игроки должны использовать оружие и бонусы, чтобы уничтожить как можно больше других автомобилей. Когда таймер истечёт, игрок с наибольшем количеством очков выиграет.
- Лихой заезд: Цель здесь — показать шоу, выполнив трюки. Игроки должны произвести впечатление на толпу. При каждом воздушном трюке игроку выдаётся всё больше баллов. Большое количество баллов выдаётся при сбитии шариков в воздухе. Когда игрок выполнил трюк, на его автомобиле просвечиваются флажки (красные, белые, синие) которые зависят от количества баллов, полученных при выполнении трюка.

## Разработка и выход игры
Студия Avalanche Software была закрыта Disney 10 мая 2016 года ввиду высоких затрат на Disney Infinity, а также смены курса по развитию видеоигровой политики компании. 25 января 2017 года было объявлено, что Warner Bros. Interactive Entertainment восстановила и выкупила компанию вместе со всеми её активами, включая графический движок Octane, который и использовался для создания игры.
Игра была официально анонсирована 5 апреля 2017 года. 25 мая вышел трейлер игрового процесса игры. Издателем выступила Warner Bros. Interactive Entertainment по лицензии Disney; таким образом, это первая игра Disney, которая не выпущена собственным подразделением Disney Interactive Studios с момента его закрытия в мае 2016 года.
Игра была выпущена для Nintendo Switch, PlayStation 3, PlayStation 4, Wii U, Xbox 360 и Xbox One 13 июня 2017 года в Северной Америке и России, в Европе и Австралии — 14 июля, а 20 июля — в Японии. За локализацию на русский язык и выпуск игры на территории России отвечала компания «СофтКлаб», которая выпустила её под названием «Тачки 3: Навстречу Победе».

## Оценки
| Сводный рейтинг       | Сводный рейтинг                     |
| Агрегатор             | Оценка                              |
| --------------------- | ----------------------------------- |
| Metacritic            | NS: 59/100 PS4: 72/100 XONE: 59/100 |
| Иноязычные издания    |                                     |
| Издание               | Оценка                              |
| IGN                   | 7.3/10                              |
| Nintendo Life         | [ 13 ]                              |
| Push Square           | [ 14 ]                              |
| Русскоязычные издания |                                     |
| Издание               | Оценка                              |
| StopGame.ru           | Похвально                           |

Cars 3: Driven to Win, согласно агрегатору обзоров Metacritic, получила «смешанные или средние отзывы» критиков.
Критик IGN España Дэвид Сориано охарактеризовал Cars 3: Driven to Win как добротную игру, в которую можно сыграть вместе с детьми, управление в которой похоже на аналогичное в Mario Kart, но несколько упрощено.
Редакция российского издания StopGame дала игре оценку «Похвально», указав, что «разработчики явно постарались сделать достойный проект, который приносит удовольствие независимо от просмотра мультфильма», однако посоветовав при этом не покупать её по полной стоимости.